# Johann Christoph Gilze
Johann Christoph Gilze, auch Johann Christoph Giltze (geboren im 17. Jahrhundert in Hessen; gestorben spätestens im August 1735 in Kassel) war ein deutscher Fayencemaler und Keramikfabrikant.

## Leben
Gilze arbeitete in den Jahren 1710 bis 1724 als Meister in der Fayencemanufaktur in Braunschweig. Anschließend pachtete er 1724 die Fayencefabrik in Kassel und leitete den dortigen Betrieb bis zu seinem Tod. Sein Sohn Friedrich Ludwig Gilze, der seine Ausbildung in Holland und Meißen erhalten hatte, wurde im August 1735 sein Nachfolger. Er starb jedoch schon am 4. November 1740.
Die Fabrik, die Gilze 1724 pachtete, war in der Regierungszeit des Landgrafen Karl von Hessen-Kassel durch den fürstlichen Porzellanmacher und Lakai Georg Kumpfe († 30. März 1691) gegründet worden. Sie war eine der ältesten Fayencemanufakturen Deutschlands. Nach Kumpfes Tod wurde sie 1694 zunächst für vier Jahre an Johann Esaias de Lattré aus Hanau verpachtet. Von 1698 bis 1711 wechselten die Pächter mehrmals. Von 1711 bis 1717 wurde sie durch Philipp van Houtem betrieben, dem Löwenwärter der Landgräflichen Menagerie. Aufgrund von Streitigkeiten mit dessen Schwiegersohn Franz Janson aus Antwerpen gab van Houtem den Betrieb auf. 1718 gelangte die Fabrik an Johann Heinrich Koch, einen ehemaligen Lehrling des Unternehmens, der sie für 20 Thaler pro Jahr gepachtet hatte, jedoch bereits 1724 in Konkurs geriet.
Gilze übernahm sie am 8. Juni 1724. Der Vertrag enthielt sehr günstige Bedingungen und galt zunächst für fünf Jahre. Er musste keine Pacht zahlen, war aber im Gegenzug verpflichtet den Betrieb wieder in Stand zu setzen. Am 15. April 1729 wurde der Vertrag verlängert mit der Auflage qualitativ verbesserte Waren herzustellen. 1726 wurde eine Bestandsaufnahme in der Fabrik in der Schäfergasse durchgeführt. Dabei wurden ein Vorderhaus, ein Mittelgebäude mit Maler- und Glasurkammern, ein Seitengebäude und ein Hinterhaus mit einer Glasmühle aufgeführt, die durch ein Pferd angetriebenen wurde. Zusätzlich gab es ein altes und ein neues Brennhaus. Sein Sohn hatte jedoch wieder mit großen finanziellen Schwierigkeiten zu kämpfen. Er erhielt Unterstützung durch den Kammerrat Jacob Sigismund Waitz, der Leiter des Berg-, Salz- und Hüttenwesens und später als preußischer Minister Freiherr Waitz von Eschen bekannt war. Er führte die Fabrik fort. Anfangs waren die Dekore an die blau bemalten Delfter Fayencen und die ostasiatischen Motive angelehnt, später wurden von Gilze einheimische Muster und Motive gewählt.
Die Fayencen wurden von Gilze mit einer aus einem H mit angehängten L (Hessenland) gebildeten Marke versehen, unter der sich ein G für seinen Namen befindet.